# László Nagy (piłkarz ręczny)
László Nagy (ur. 3 marca 1981 w Székesfehérvár) – węgierski piłkarz ręczny, wielokrotny reprezentant kraju. Gra na pozycji rozgrywającego. Od sezonu 2012/13 występuje w MVM Veszprém KC.

## Sukcesy
- 2000, 2001, 2003, 2006, 2008, 2009, 2010:  superpuchar Hiszpanii
- 2001, 2002, 2010, 2011:  puchar ASOBAL
- 2003:  puchar EHF
- 2004:  superpuchar Europy
- 2005, 2011:  zwycięstwo w Lidze Mistrzów EHF
- 2004, 2007, 2009, 2010:  puchar Króla
- 2003, 2006, 2011, 2012:  mistrzostwo Hiszpanii
- 2008, 2009, 2010:  wicemistrzostwo Hiszpanii
- 2010, 2016:  finalista Ligi Mistrzów

## Wyróżnienia
- Najlepszy prawy rozgrywający sezonu 2002/2003 w Lidze ASOBAL.
- Najlepszy prawy rozgrywający sezonu 2009/2010 w Lidze ASOBAL[1].
- Najlepszy prawy rozgrywający sezonu 2010/11 w Lidze ASOBAL.
- Najlepszy piłkarz ręczny na Węgrzech w 2009 r.
- Najlepszy prawy rozgrywającyy w Lidze ASOBAL w sezonie 2011/12[2].